# Wettinia radiata
Wettinia radiata är en enhjärtbladig växtart som först beskrevs av Orator Fuller Cook och Conrad Bartling Doyle, och fick sitt nu gällande namn av Rodrigo Bernal. Wettinia radiata ingår i släktet Wettinia och familjen Arecaceae. Inga underarter finns listade i Catalogue of Life.